# Осокорська вулиця
Осоко́рська ву́лиця — вулиця в Дарницькому районі міста Києва, селище Осокорки. Пролягає від Зарічної вулиці (двічі, утворюючи форму літери «П»). 
Прилучається Осокорський провулок.

## Історія
Вулиця виникла у 1-й половині XX століття, складалася з вулиць 2-а Кооперативної і Центральної. Під сучасною назвою — з 1955 року, від селища Осокорки, через яке вона проходить.